# فردی تاگان
 فردی تاگان (انگلیسی: Ferdi Taygan؛ زادهٔ ۵ دسامبر ۱۹۵۶) یک تنیس‌باز اهل ایالات متحده آمریکا است.